# Rafael Acosta Inglott
Rafael Acosta Inglott (Las Palmas de Gran Canaria, 16 de septiembre de 1889-Granada, 30 de junio de 1941) fue un profesor universitario español, catedrático de Historia general del Derecho español en la Universidad de Oviedo y de Historia general del Derecho y de Derecho Romano, sucesivamente, en la Universidad de Granada. Fue nombrado alcalde de Granada el 14 de noviembre de 1940, cargo que desempeñó hasta su fallecimiento.

## Biografía

### Familia
Hijo de Francisco Acosta y Sarmiento, secretario de gobierno de la Audiencia Territorial de Canarias, perteneciente a una acomodada familia de labradores de Teror y de María del Rosario Ynglott Navarro, de familia de emigrantes malteses  con raíces irlandesas, nació en Las Palmas de Gran Canaria el 16 de septiembre de 1889.

### Formación
Cursó los estudios primarios en su tierra natal y el bachillerato, finalizado en 1905, en el Instituto General y Técnico de Granada, ciudad a donde había llegado la familia por traslado de su padre a la Audiencia Territorial.
El 16 de abril de 1909 se graduó en la Universidad de Granada como licenciado en Derecho con premio extraordinarioy al año siguiente, el 27 de octubre, obtuvo el doctorado en la misma materia por la Universidad Central de Madrid, con una tesis titulada «La forma en el Derecho» y calificada con sobresaliente por el tribunal calificador.

### Trayectoria
Su primer puesto docente lo ocupó en la Universidad de Granada por nombramiento de su rector como profesor auxiliar a partir del 26 de octubre de 1911. El 5 de mayo de 1912 tomó posesión de una plaza de profesor auxiliar en la Universidad de Valladolid, ganada por oposición. El 12 de febrero de 1914 fue nombrado catedrático de Historia general del Derecho español en la Universidad de Oviedo, adquirida por oposición. Por traslado, fue nombrado el 30 de enero de 1919 catedrático de Historia general del Derecho de la Universidad de Granada y el 20 de diciembre de 1921 fue trasladado a la cátedra de Derecho Romano de la misma universidad. Fue nombrado decano de esta Facultad de Derecho el 25 de junio de 1936.

### Alcalde de Granada
Acosta Inglott había adquirido prestigio y fama de buena persona en la Facultad de Derecho, donde fue compañero de claustro de prestigiosos juristas como Fernando de los Ríos, Andrés Manjón, Antonio Mesa Moles y Guillermo García-Valdecasas, entre otros.
Había pertenecido a las Juventudes Mauristas y, durante la Dictadura de Primo de Rivera fue concejal. Cuando Antonio Gallego Burín, también compañero de claustro y de partido, fue nombrado gobernador civil de Granada lo propuso para que lo sustituyera en la alcaldía. Fue nombrado alcalde de Granada el 14 de noviembre de 1940.

## Final
Falleció el 30 de junio de 1941 a consecuencia de tifus exantemático contraído en una visita como alcalde a enfermos en las cuevas del Barranco del Abogado durante la epidemia de esta enfermedad que padeció Granada por esas fechas.
En un entierro multitudinario fueron inhumados sus restos en un panteón familiar ubicado en el patio primero del cementerio de San José.

## Distinciones
El Ayuntamiento de Granada ha dedicado una calle a su memoria.